# Winesburg, Ohio
For den virkelige by i Ohio, se Winesburg.
Winesburg, Ohio (fulde titel: Winesburg, Ohio: A Group of Tales of Ohio Small-Town Life) er en engelsksproget novellesamling skrevet i 1919 af den amerikanske forfatter Sherwood Anderson. Novellerne i bogen er opbyggede omkring hovedpersonen, George Willard fra tiden, da han var en barn, indtil han vokser op og bliver selvstændig og forlader Winesburg som voksen. Bogens ramme er den fiktive landsby Winesburg, Ohio, det er ikke byen af samme navn i Ohio, men er i stedet løseligt baseret på Andersons barndomserfaringer i Clyde i Ohio.
 Der er for få eller ingen kildehenvisninger i denne artikel, hvilket er et problem. Du kan hjælpe ved at angive troværdige kilder til de påstande, som fremføres i artiklen.

| Bog | Spire Denne artikel om bøger og tidsskrifter er en spire som bør udbygges. Du er velkommen til at hjælpe Wikipedia ved at udvide den. |